# Concours littéraire national
Le Concours littéraire national (en luxembourgeois : Nationale Literaturconcours) est un prix littéraire luxembourgeois récompensant des auteurs d'expression française, allemande, luxembourgeoise ou anglaise. Le concours est organisé depuis les années 1970 par le ministère de la Culture. 

## Liste des lauréats
Le Concours littéraire national repose sur un genre littéraire différent chaque année à l'instar du roman, du théâtre, de la nouvelle, etc.
Les lauréats sont : 
| Année | Genre                   | Prix                     | Catégorie                | Auteur                                 | Ouvrage                                    |
| ----- | ----------------------- | ------------------------ | ------------------------ | -------------------------------------- | ------------------------------------------ |
| 2013  | théâtre                 | 1er                      | auteurs adultes          | Nathalie Ronvaux (en)                  | La vérité m'appartient                     |
| 2013  | théâtre                 | mention d'encouragement  | jeunes auteurs           | Jean Beurlet                           | Eine herrliche Frau                        |
| 2014  | roman                   | 1er                      | auteurs adultes          | Claude Schmit (lb)                     | Emile. Un Enfant des Lumières              |
| 2014  | roman                   | 1er                      | jeunes auteurs           | Anna Leader                            | A Several World Vienna 1912-1919           |
| 2014  | roman                   | 2e                       |                          | Jeff Thill                             | The Last Battle of Jean de Beck            |
| 2015  | poésie                  | 1er                      | auteurs adultes          | Florent Toniello                       | Flots                                      |
| 2015  | poésie                  | 1er                      | jeunes auteurs           | Anna Leader                            | A Lifetime Lies: One Year’s Worth of Poems |
| 2015  | poésie                  | 2e                       |                          | Ulrike Bail                            | Die Empfindlichkeit der Libelle            |
| 2015  | poésie                  | 3e                       | Carine Krecké (lb)       | Navigation Poems                       |                                            |
| 2016  | littérature d'enfance   | 1er                      |                          | Bernd Marcel Gonner (lb)               | Pirat, oder Seeräuber sterben nie          |
| 2016  | littérature de jeunesse | 1er                      |                          | James Leader                           | The Venus Zone                             |
| 2017  | recueil de récits       | 1er                      | auteurs adultes          | Anja Di Bartolomeo (lb)                | Chamäleons                                 |
| 2017  | recueil de récits       | 1er                      | jeunes auteurs           | Claire Schmartz                        | Übertragungsneurosen                       |
| 2017  | recueil de récits       | 2e                       |                          | Bernd Marcel Gonner (lb)               | Volk der Freien                            |
| 2017  | recueil de récits       | 3e                       | Elise Schmit (lb)        | Stürze aus unterschiedlichen Fallhöhen |                                            |
| 2018  | théâtre                 | 1er                      | auteurs adultes          | Romain Butti (lb)                      | Fir wann ech net méi kann                  |
| 2018  | théâtre                 | 1er                      | jeunes auteurs           | Anna Leader                            | Outlast                                    |
| 2018  | théâtre                 | 2e                       |                          | Charles Meder (lb)                     | Geheimdienstkönige                         |
| 2018  | théâtre                 | 3e                       | Samuel Hamen             | Tagebuch des Fremdalterns              |                                            |
| 2019  | roman                   | 1er                      | auteurs adultes          | Samuel Hamen                           | I.L.E.                                     |
| 2019  | roman                   | 1er                      | jeunes auteurs 15-25 ans | Antoine Pohu                           | La Quête                                   |
| 2019  | roman                   | 2e                       |                          | Olivia Katrandjian                     | The Ghost Soldier                          |
| 2019  | roman                   | 3e                       | Anja Di Bartolomeo (lb)  | Wundholz                               |                                            |
| 2020  | recueil de poésie       | 1er                      | auteurs adultes          | Ulrike Bail                            | statt einer ankunft                        |
| 2020  | recueil de poésie       | 1er                      | jeunes auteurs 15-25 ans | Tom Weber                              | fluides herz                               |
| 2020  | recueil de poésie       | 2e                       |                          | Serge Basso de March                   | Petite cosmogonie des poèmes avec jardin   |
| 2020  | recueil de poésie       | 3e                       | Paul Mathieu             | à bord                                 |                                            |
| 2021  | littérature d'enfance   |                          |                          |                                        |                                            |
| 2021  | littérature d'enfance   | 1er                      | auteurs adultes          |                                        |                                            |
| 2021  | littérature d'enfance   | 1er                      | jeunes auteurs 12-19 ans |                                        |                                            |
| 2021  | littérature de jeunesse |                          |                          |                                        |                                            |
| 2021  | 1er                     | auteurs adultes          |                          |                                        |                                            |
| 2021  | 1er                     | jeunes auteurs 12-19 ans |                          |                                        |                                            |